# Matt Mitrione
Matthew Steven Mitrione, detto Matt (Springfield, 15 luglio 1978), è un lottatore di arti marziali miste ed ex giocatore di football americano statunitense.
Combatte nella categoria dei pesi massimi per l'organizzazione Bellator MMA. In passato ha combattuto in UFC, nella quale ha iniziato la propria carriera da professionista nel 2009 prendendo parte al reality show The Ultimate Fighter.

## Biografia
Mitrione nasce a Springfield, nell'Illinois, figlio di Robert e Cecelia Mitrione: ha origini italiane da parte del padre e irlandesi da parte materna. Ha due figli e una figlia. Nel 2014 ha divorziato dalla moglie Tina dopo nove anni di matrimonio.
È amico di diversi giocatori della NFL e, ai tempi della UFC, è stato impegnato con altri lottatori in una campagna contro il bullismo nella zona di Toronto.

## Carriera nel football americano
Il primo sport che Mitrione praticò a livello professionistico fu il football: uscito dall'università Purdue prese parte al draft NFL del 2002 senza però venire scelto da alcuna squadra. Sempre nel 2002, comunque, iniziò la sua carriera da professionista con i New York Giants.
Terminata la stagione rimase lontano dall'NFL fino al 2005 quando venne messo sotto contratto dai Minnesota Vikings: sempre giocando nel ruolo di defensive tackle terminò la propria carriera con quattro tackle all'attivo.

## Carriera nelle arti marziali miste

### Ultimate Fighting Championship
Mitrione entra nella UFC nel 2009 grazie alla decima stagione del reality show The Ultimate Fighter, nella quale viene scelto come membro della squadra capitanata da Rashad Evans: al primo turno sconfigge Scott Junk ai punti mentre già nei quarti di finale cade per sottomissione contro James McSweeney; ottiene comunque un contratto con la federazione ed esordisce come professionista il 5 dicembre 2009 all'evento The Ultimate Fighter: Heavyweights Finale con una vittoria per KO contro l'altro ex giocatore dell'NFL Marcus Jones.
Nel 2010 affrontò un altro partecipante di The Ultimate Fighter: Heavyweights, lo street fighter Kimbo Slice: Mitrione controllò molto bene l'avversario per tutto l'incontro vincendo per KO tecnico alla seconda ripresa. Quattro mesi dopo venne scelto come avversario di Joey Beltran: Mitrione ebbe la meglio ai punti ed entrambi gli atleti vennero premiati con il riconoscimento Fight of the Night.
Nel 2011 portò il suo record da imbattuto a cinque vittorie grazie ai successi sul veterano Tim Hague e su Christian Morecraft, entrambi sconfitti per KO; Mitrione ottenne quindi la possibilità di compiere il definitivo salto di qualità affrontando il gatekeeper francese Cheick Kongo, contro il quale però perse ai punti.
Dopo la sua prima sconfitta Mitrione avrebbe dovuto tornare nell'ottagono nel 2012 per sfidare Rob Broughton, ma quest'ultimo diede forfait e il match saltò; verso fine anno avrebbe dovuto affrontare Philip De Fries ma venne poi scelto per sostituire l'indisponibile Shane Carwin nel match principale dell'evento The Ultimate Fighter: Team Carwin vs. Team Nelson Finale contro il vincitore del torneo dei pesi massimi Roy Nelson: Mitrione perse per KO al primo round ma tornò alla vittoria nel 2013 con un veloce KO ai danni di De Fries.
In seguito ad alcuni suoi commenti transfobici a mezzo stampa nei confronti del lottatore Fallon Fox, la UFC decise di sospendere il contratto di Mitrione, misura poi revocata venti giorni dopo; in luglio avrebbe dovuto affrontare un altro ex giocatore di football, Brendan Schaub, ma proprio Mitrione s'infortunò e l'incontro venne posticipato a settembre: Mitrione venne sconfitto per sottomissione nel primo round.
Torna alla vittoria nel marzo 2014 sconfiggendo per KO Shawn Jordan, altro ex giocatore di football, ad un secondo dal termine del primo round, ottenendo il riconoscimento Performance of the Night; in luglio avrebbe dovuto affrontare Stefan Struve, ma quest'ultimo accusò un malore il giorno stesso dell'incontro e il match saltò. In settembre Mitrione mise velocemente KO Derrick Lewis e grazie a questa vittoria riuscì ad entrare tra i primi quindici contendenti nella divisione dei pesi massimi. In dicembre arrivò la terza vittoria per KO del 2014 contro l'ex contendente al titolo Gabriel Gonzaga, incontro che gli valse il premio Performance of the Night.
A maggio del 2015 venne sconfitto da Ben Rothwell per sottomissione mentre a gennaio del 2016 affrontò Travis Browne venendo sconfitto per KO tecnico.

### Bellator MMA
Il 14 marzo 2016 venne annunciata la firma di Mitrione per la promozione rivale della UFC, la Bellator MMA.
Al suo debutto affrontò Carl Seumanutafa all'evento Bellator 157 il 17 giugno: dopo essere stato messo giù da un colpo ben piazzato, Mitrione riuscì a riprendersi rimanendo al tappeto e successivamente riuscì a ribaltare l'incontro e a vincerlo per KO al primo round. Dopo solo tre settimane tornò a combattere contro Oli Thompson all'evento Bellator 158 vincendo per KO tecnico al secondo round.
Il 18 febbraio 2018, all'evento Bellator 172, avrebbe dovuto affrontare la leggenda delle MMA Fedor Emilianenko, ma poche ore prima dell'incontro Mitrione è stato costretto a rinunciare a causa di alcuni calcoli renali. L'incontro si tiene il 24 giugno al Madison Square Garden di New York all'evento Bellator 180 e Mitrione vince per KO alla prima ripresa.
Il 16 febbraio affronta per la seconda volta in carriera Roy Nelson nel primo turno del torneo a otto uomini per decretare il nuovo campione dei pesi massimi e vince per decisione a maggioranza; il 12 ottobre viene tuttavia sconfitto in semifinale da Ryan Bader per decisione unanime.

## Risultati nelle arti marziali miste
Gli incontri segnati su sfondo grigio si riferiscono ad incontri di esibizione non ufficiali o comunque non validi per essere integrati nel record da professionista.
| Risultato  | Record   | Avversario          | Metodo                                     | Evento                                                   | Data              | Round | Tempo | Città                     | Note                                                 |
| ---------- | -------- | ------------------- | ------------------------------------------ | -------------------------------------------------------- | ----------------- | ----- | ----- | ------------------------- | ---------------------------------------------------- |
| Sconfitta  | 13-9 (1) | Tyrell Fortune      | KO Tecnico (sottomissione ai pugni)        | Bellator 262                                             | 16 luglio 2021    | 1     | 1:45  | Uncasville, Stati Uniti   |                                                      |
| Sconfitta  | 13-8 (1) | Timothy Johnson     | KO Tecnico (pugni)                         | Bellator 243                                             | 7 agosto 2020     | 1     | 3:14  | Uncasville, Stati Uniti   |                                                      |
| Sconfitta  | 13-7 (1) | Sergei Kharitonov   | KO Tecnico (ginocchita e pugni)            | Bellator 225                                             | 24 agosto 2019    | 2     | 1:24  | Bridgeport, Stati Uniti   |                                                      |
| No Contest | 13-6 (1) | Sergei Kharitonov   | No Contest (colpo accidentale all'inguine) | Bellator 215                                             | 15 febbraio 2019  | 1     | 0:15  | Uncasville, Stati Uniti   |                                                      |
| Sconfitta  | 13-6     | Ryan Bader          | Decisione (unanime)                        | Bellator 207                                             | 12 ottobre 2018   | 3     | 5:00  | Uncasville, Stati Uniti   | Semifinale del Bellator Heavyweight Grand Prix       |
| Vittoria   | 13-5     | Roy Nelson          | Decisione (maggioranza)                    | Bellator 194                                             | 16 febbraio 2018  | 3     | 5:00  | Uncasville, Stati Uniti   | Quarti di finale del Bellator Heavyweight Grand Prix |
| Vittoria   | 12-5     | Fedor Emilianenko   | KO Tecnico (pugni)                         | Bellator 180                                             | 24 giugno 2017    | 1     | 1:14  | New York, Stati Uniti     |                                                      |
| Vittoria   | 11-5     | Oli Thompson        | KO Tecnico (pugni)                         | Bellator 158                                             | 16 luglio 2016    | 2     | 4:21  | Londra, Inghilterra       |                                                      |
| Vittoria   | 10-5     | Carl Seumanutafa    | KO (pugno)                                 | Bellator 157                                             | 24 giugno 2016    | 1     | 3:22  | Saint Louis, Stati Uniti  | Debutto in Bellator MMA                              |
| Sconfitta  | 9-5      | Travis Browne       | KO Tecnico (pugni)                         | UFC Fight Night: Dillashaw vs. Cruz                      | 17 gennaio 2016   | 3     | 4:09  | Boston, Stati Uniti       |                                                      |
| Sconfitta  | 9-4      | Ben Rothwell        | Sottomissione (strangolamento frontale)    | UFC Fight Night: Boetsch vs. Henderson                   | 6 giugno 2015     | 1     | 1:54  | New Orleans, Stati Uniti  |                                                      |
| Vittoria   | 9-3      | Gabriel Gonzaga     | KO Tecnico (pugni)                         | UFC on Fox: dos Santos vs. Miocic                        | 13 dicembre 2014  | 1     | 1:59  | Phoenix, Stati Uniti      | Performance of the Night                             |
| Vittoria   | 8-3      | Derrick Lewis       | KO (pugni)                                 | UFC Fight Night: Souza vs. Mousasi                       | 5 settembre 2014  | 1     | 0:41  | Ledyard, Stati Uniti      |                                                      |
| Vittoria   | 7-3      | Shawn Jordan        | KO (pugni)                                 | UFC Fight Night: Kim vs. Hathaway                        | 1º marzo 2014     | 1     | 4:59  | Cotai, Macao              | Performance of the Night                             |
| Sconfitta  | 6-3      | Brendan Schaub      | Sottomissione (d'arce choke)               | UFC 165: Jones vs. Gustafsson                            | 21 settembre 2013 | 1     | 4:06  | Toronto, Canada           |                                                      |
| Vittoria   | 6-2      | Phil De Fries       | KO (pugni)                                 | UFC on Fuel TV: Mousasi vs. Latifi                       | 6 aprile 2013     | 1     | 0:19  | Stoccolma, Svezia         |                                                      |
| Sconfitta  | 5-2      | Roy Nelson          | KO Tecnico (pugni)                         | The Ultimate Fighter: Team Carwin vs. Team Nelson Finale | 15 dicembre 2012  | 1     | 2:58  | Las Vegas, Stati Uniti    |                                                      |
| Sconfitta  | 5–1      | Cheick Kongo        | Decisione (unanime)                        | UFC 137: Penn vs. Diaz                                   | 29 ottobre 2011   | 3     | 5:00  | Las Vegas, Stati Uniti    |                                                      |
| Vittoria   | 5–0      | Christian Morecraft | KO (pugni)                                 | UFC Live: Kongo vs. Barry                                | 26 giugno 2011    | 2     | 4:28  | Pittsburgh, Stati Uniti   |                                                      |
| Vittoria   | 4–0      | Tim Hague           | KO Tecnico (pugni)                         | UFC: Fight For The Troops 2                              | 22 gennaio 2011   | 1     | 2:59  | Fort Hood, Stati Uniti    |                                                      |
| Vittoria   | 3–0      | Joey Beltran        | Decisione (unanime)                        | UFC 119: Mir vs. Cro Cop                                 | 25 settembre 2010 | 3     | 5:00  | Indianapolis, Stati Uniti | Fight of the Night                                   |
| Vittoria   | 2–0      | Kimbo Slice         | KO Tecnico (pugni)                         | UFC 113: Machida vs. Shogun 2                            | 8 maggio 2010     | 2     | 4:24  | Montréal, Canada          |                                                      |
| Vittoria   | 1–0      | Marcus Jones        | KO (pugni)                                 | The Ultimate Fighter: Heavyweights Finale                | 5 dicembre 2009   | 2     | 0:10  | Las Vegas, Stati Uniti    | Debutto in UFC                                       |
| Sconfitta  | NU       | James McSweeney     | Sottomissione (ghigliottina)               | The Ultimate Fighter 10                                  | 2 dicembre 2009   | 1     | 3:38  | Las Vegas, Stati Uniti    | Quarti di finale del torneo dei pesi massimi TUF 10  |
| Vittoria   | NU       | Scott Junk          | Decisione (maggioranza)                    | The Ultimate Fighter 10                                  | 28 ottobre 2009   | 2     | 5:00  | Las Vegas, Stati Uniti    | Preliminare del torneo dei pesi massimi TUF 10       |